# 超人戦隊バラタック
『超人戦隊バラタック』（ちょうじんせんたいバラタック）は、1977年（昭和52年）7月3日から1978年（昭和53年）3月26日までテレビ朝日系で毎週日曜日18時00分から18時25分に全31話が放送された、東映動画製作のロボットアニメ。

## 概要
『鋼鉄ジーグ』『マグネロボ ガ・キーン』に続く、マグネロボシリーズの第三弾。また、スポンサーのタカラの「マグネモシリーズ第4弾」と当時の広告に記載されている。なお、マグネモシリーズ第2弾は『ゴワッパー5 ゴーダム』である。
ダイナミック企画や渡辺宙明がスタッフから外れるなど、『マジンガーZ』『鋼鉄ジーグ』などと比べ、かなり作品のカラーが異なる。磁石で各パーツが合体したり、状況に合わせてパーツを交換するのは一緒であるが、ジーグやガ・キーンが、操縦者がロボットと合体して操縦する形式なのに対し、バラタックは司令機からテレパシーで遠隔操縦する形式となっている。
放送中にも主要スタッフが大幅に変動しており、『ガ・キーン』まで参加していた山浦弘靖は他のテレビ作品への参加のために第19話で降板し、さらに星山も『無敵超人ザンボット3』の脚本に専念するために第28話で降板したため、残りの脚本は藤川と安藤のローテーションで執筆されていた。特に、マグネロボシリーズの前2作と比較してコメディ色が強い作品になっている。これは敵側（ゴルテウス側）に顕著で、主人公側（バラタックシークレット側）は基本的に真面目に地球防衛しており、敵味方側の温度差の違いが本作の特色である。また、原作の池原成利自身によるコミカライズがなされているが、こちらはシリアスな内容となっている。
本作は、第31話で制作を終了している。本放送時には途中3話分の再放送、および最終回後に3話分の再放送を加えた3クール全37話分で放送が行われた。
再放送は1980年代初頭に行われたのを最後に長らく地上波・BS・CSのいずれでも行われていなかったが、2008年末から東映チャンネルでの放送が行われた。また2010年には、初めて本作を収録したDVD全3巻が発売された。

## あらすじ
地球から11光年離れたイプシロン星のシャイディーン総統は、地球の加藤博士が研究している惑星間を自由に移動できるタイムリンクル理論の存在を危惧し、地球に特使を派遣して加藤博士に共同開発を提案しようとしていた。
だが、親善使節団（シャイザック）を任された爬虫類型人類である司令官ゴルテウスは自らの欲望（我侭）を優先させて命令に背き、地球侵略を開始してしまう。
そして、タイムリンクル理論が完成することで母星に越権と不祥事が発覚することを恐れたゴルテウスは、加藤博士の家族を人質に取って研究を止めさせようとする。
母と兄を人質に取られた加藤博士の息子ユージは仲間達とともに、合体指令メカ・ペンタゴラスと状況に応じ変形合体が可能な巨大ロボ・バラタックでゴルテウスのムチャクチャでヘンテコな作戦を阻止していく。

## 登場人物

### バラタック・シークレット
ユージ（加藤ユージ）
声 - 三ツ矢雄二
15歳。トロッター2号機に搭乗する。アメリカン・フットボールの花形選手。マックに超能力を見いだされバラタック・シークレットの一員となり、シャイザックに拉致された母と兄を救い出すため戦うことを決意する。熱血漢で友情に厚いが、母親と兄に対する思慕が強く人質のことになると理性を無くし突っ走ってしまうところがある。主人公であるが、超人戦隊のリーダーでもなくバラタックのメイン操縦者でもない異色の存在であった。戦闘服は赤。
マック（橘マキト）
声 - 水島裕
17歳。トロッター1号機に搭乗する。バラタック・シークレット（超人戦隊）のリーダーであり、ペンタゴラスのメイン・パイロットとしてバラタックを操作する（兵器の呼称なども全て彼がする）。またシャイザックの侵略を予知してバラタックとシークレット・ベースを密かに作り上げた人物。青いロングヘアーで美形であり、沈着冷静で判断力に優れ、仲間からは「チーフ」と呼ばれ信頼されている。第14話での負傷によりユージとチーフを交代した時は「チーフはユージだ」と発言して動かないなど、仲間への信頼も厚い。メンバーの中で最も強い超能力を持ち、特に予知能力に優れている。戦闘服は青（水色）。
ユリ
声 - 潘恵子
15歳。トロッター4号機に搭乗する。バラタック・シークレットの紅一点。体操選手として活躍し、時にはファッション・モデルもこなし、さらに料理など家事も万能であるが、とてもロマンチストで可憐な美少女。予知能力と読心術などの超能力が特に優れている。ユージに気がある。戦闘服は桃色のミニスカワンピース(だだし、白いタイツを履いている)で、メンバーでは唯一ベルトと光線銃入りホルスターを装備していない。
ディッキー
声 - 石丸博也
16歳。トロッター3号機（形状は2号と同じ）に搭乗する。メンバーの中で最も巨体で力も強く、重量挙げの選手でもある。メンバーの中で特に透視能力が優れている。豪快で仲間思いでもあるが、得意の透視能力でときどきユリをのぞき見する。戦闘服は緑。
フランコ
声 - つかせのりこ
13歳。トロッター5号機（形状は4号と同じ）に搭乗する。非常に高い知能を持つメンバー最年少。物を移動する念力や物体に自分の精神を宿らせる憑依などの超能力に優れている。超能力を発する時のポーズが他のメンバーと異なり、他のメンバーは拳を握った腕を正面でクロスしているが、フランコは合掌である。ポマードで固めたリーゼントの髪型が特徴でベルトには髪を梳かすための櫛を挟んでおり、トラブルもよく起こすが茶目っ気があり憎めない性格。おしゃれ好きでよく女の子をナンパする。戦闘服は黄色。なお原作漫画では、催眠術のような能力でシャイザックの兵士に裸踊りをさせるシーンがあった。
加藤博士
声 - 永井一郎
惑星間を自由に航法できるタイムリンクル理論を研究している。そのため彼の研究を妨害するシャイザックに家族を人質に捕られてしまう。第2話でマックによってシークレット・ベースの所長として招かれ、タイムリンクル理論の研究を続行しつつ、バラタックの戦いを指揮する。年長であるため、家族のことで暴走しがちな息子のユージを常に抑えている。第30話でイプシロン星との直接交信に成功。続く最終話でタイムリンクル理論を応用したロケットの試作にこぎつけ、シャイディーン総統の承諾を得てある実験を行なう。
加藤ミア
声 - 山口奈々
ユージの母。加藤博士の妻であり、息子ジュンと共にシャイザックに拉致され、人質として秘密基地に囚われていた。第23話でジュリアスの手引きでジュンともども脱出を試みるが失敗に終わり、第30話（最終話の1話前）でジュンともどもバラタックとの交換で解放された。
加藤ジュン
声 - 古谷徹
ユージの兄。17歳。加藤博士の長男であり、母と共にシャイザックに拉致され、人質として秘密基地に囚われていた。第30話で母と共に解放され、続く最終話ではタイムリンクル理論の仕上げを行なう父に代わってバラタックシークレットの指揮を執った。

### シャイザック
ゴルテウス司令官
声 - 大塚周夫
シャイディーン総統から親書を託され地球に派遣された親善使節団の総司令官。しかし総統の命令を無視し、加藤博士の家族を拉致して己の欲望のために地球を侵略しようとする。地球の物を珍しがって大仏やパンダなど何でも欲しがるわがままな性格で、いつもはた迷惑な作戦を立ててガエル隊長やシャイザック兵をこき使っている（ちなみに原作漫画では地球人を公害や恐ろしい兵器を野放しにしている存在に値しない野蛮で下等な人種と見ており、青く美しい地球を守るために地球人を滅ぼして自分の手で地球を支配しようと目論んでいた）。大人にもなっておねしょをする癖がある。トカゲ型の爬虫類型人類。なお原作漫画では体を粉々にされても破片が集まって元通りになるほどの化け物じみた再生能力を持つという設定があり、バラタックシークレットは最後の戦いで一斉射撃によりゴルテウスの体を粉砕し、プラスチックスプレーで固めて再生を封じるという方法で倒している。また持っているステッキは先端が鋭く尖っており、原作漫画ではこれを投げつけてジュリアスを殺害している。
ガエル親衛隊長
声 - 永井一郎
ゴルテウス司令官に忠誠を誓い、毎回、司令官の我がままに付き合い無茶苦茶な作戦を実行する。また副官であるジュリアスを煙たがり、後に登場するゴブラ博士と共に副官の地位を虎視眈々と狙う。名前の通り、両生類のカエルがモチーフで帽子や服にカエルのマークがついているが、カエルがモチーフにも関わらず立派な尻尾が生えていたりもする。また髪の毛も生えているが頭頂部は禿げているため帽子を取られることは嫌がる。
ゴブラ博士
声 - 肝付兼太
第11話から登場する突飛な発想で奇天烈な装置や爬虫ロボなどを発明・開発する技術担当の博士。ガエル隊長と共に戦闘に参加することも多い。コブラがモチーフ。原作漫画ではシャイザックの惑星改造用装備である陽子爆弾を使いバラタックをおびき出して富士山もろとも吹き飛ばす作戦を計画・実行するなど、知略家の顔を見せていた。
ジュリアス副司令
声 - 野田圭一（ナレーションも兼任）
親善使節団の副官であり、シャイザックの中で唯一の良識派である。外交官としては非常に有能であるが、我がまま放題のゴルテウスには部下として苦言を呈することしかできず、人質に捕られた加藤博士の家族の安全を陰ながら守っていた。第23話でミアとジュンを連れて脱出を図るも失敗。第26話でシャイディーン総統にゴルテウスの悪事を報告した後、事情を知った総統の指令によりゴルテウスの許にあった親書を持ち出して再びミニコミューターで脱出するが、燐光ピラミッドの攻撃で撃墜されてしまう。そして迎えに来たユージたちに親書を渡し、「虹が見える」との言葉を残し息を引き取る。
シャイディーン総統
声 - 田の中勇
イプシロン星の総統。加藤博士のタイムリンクル理論の共同開発を提案するため、親善使節団の司令官ゴルテウスに親書を託し、地球に派遣した。だが地球でゴルテウスたちが命令に背き、好き勝手に地球侵略をしていることをジュリアスからの報告で知る（第26話）。そして第30話で加藤博士と直接交信できたことにより、ジュリアスの報告が事実だと知り……。

### その他の登場人物
青二プロ所属の声優が担当。いずれもノンクレジットである。
出目監督
声 - 田の中勇
ユージが所属するアメリカン・フットボールチームの監督。よく試合の途中でユージが抜けるため、そのたびに怒る。体格は小柄。
シャイザック兵
声 - 田の中勇、つかせのりこ、野田圭一、永井一郎、肝付兼太
シャイザックの一般兵士。軍服を着て小銃を携えているが、尻尾が生えており顔付きはガエルよりも更に爬虫類っぽい。知能は低くゴルテウスやガエルの無茶な命令も疑うことなく従う。間延びした子供の様な話し方で、前半は田の中かつかせが演じていたが、後半は他のシャイザック側レギュラー声優陣も演じるようになった。なお、肝付は第29話のみの担当。
ミヨ（第4話）
声 - 野村道子
フランコが片思いしている少女。高飛車な性格で、フランコのプレゼントを一度叩き返した。
ルリ子（第15話）
声 - 川島千代子
フランコの友人。彼女の乗った飛行船を、シャイディーン総統の元へ向かう宇宙船だとゴルテウスが勘違いしたため、シャイザックに襲われてしまう。
パカパカ（第16話）
声 - つかせのりこ
ジュリアスの部下のシャイザック兵。加藤博士にシャイディーン総統からの親書を渡そうとしないゴルテウスに業を煮やしたジュリアスに命じられ、加藤博士の元へ向かった。しかし「加藤」という名の人がたくさんいたためにジュリアスからのメッセージを渡すことに失敗。一計を案じた彼はメッセージを大量にコピーして空からばらまく。報せを受けたバラタック・シークレットがコピーを拾ったため、結果的にメッセージを渡すことには成功。自称シャイザック一の美男子。
美術館の館長（第18話）
声 - 石丸博也
名画のオークションの主催者。ゴルテウスの我儘により絵を落札したガエルと商談をする。
マサシ（第19話）
声 - 山本圭子
フランコの友人。彼の愛馬ポニー（とんでもないデブ馬だったが、彼の亡き両親の形見でもあった）はシャイザックに捕まり爬虫ロボ・ダービンに改造され、バラタックと戦った。それ故にダービンを攻撃できないバラタックシークレットに対し「自分はポニーの代わりとしてポニーの子供の面倒を見る事はできるが、バラタックの代わりはできない」と訴え攻撃を促した。
貫太郎（第19話）
声 - 戸谷公次
マサシの祖父。牧場を経営している。
ユカリ（第20話）
声 - 小山まみ
18歳の保育士。フランコにナンパされ、遊園地のデートに園児同伴でやってきた。
コソット（第22話）
声 - 青森伸
渡世人のようなひょうきんな姿であるが、実はシャイディーン総統によってゴルテウス達の動向を調査するために派遣された密偵。多種多様な変装能力を持つ。バラタックとの戦いを通してゴルテウスらの悪事に気づきそれを止めようとするが、事の露見を恐れたゴルテウスの指令により抹殺されてしまった。
新聞配達の少年（第29話）
声 - 三ツ矢雄二
バラタックシークレットの基地を調べに来たシャイザック兵に、その場所を教えてしまう。

## メカニック

### バラタック
地球防衛のために開発された巨大ロボ。手足や首などの各パーツが磁力で結合しており、戦況に合わせてパーツ交換でさまざまな形態に変形して戦う。全長80m、体重7000t。
バラタックシークレットという地球防衛のために密かに作られた戦闘部隊に所属する5人の超能力者が指令機ペンタゴラスから送るテレパシーをバラタックの口にある受信機で受信することによって遠隔操縦される（テレ・インジェクト）。パーツ変更もテレパシーで指令を送ることでスムーズに行うことが可能である。至近距離なら5人がバラタックに直接テレパシーを送信して操縦することも可能。バラタックシークレットが5人以下の時でも動かすことはできるが、減った人数の分だけパワーは低下する。
上記の通り、マックがバラタックとシークレットベースを作り上げたとされているが、DVDの付録についている「横山賢二プロデューサーに聞く超人戦隊バラタック５つの謎」では、「バラタックを開発・建造したのは加藤博士です。機密保持のためにマックが博士の記憶を一旦消していて」と解説されている。ただし超能力を用いて操縦するという特殊なシステムのため、少なくとも超能力者であるマックが何らかの形で関わっていることは確かといえる。
拠点となるシークレットベースは、第29話の劇中の台詞によれば奥多摩のダム湖内に位置するとされる。
バラタックの頭部は前期型と後期型が存在する。第28話で行われた強化改造によりオート機能が付加され、1時間だけバラタックがペンタゴラスからの指令なしに自律で行動できるようになった。
バラタック起動手順
1. バラタック・ゴー（湖底に隠された格納庫が浮上し、バラタックが外部に登場）
2. テレ・インジェクト（ペンタゴラスの先端部分が変形する）
3. エスパー・ジェクター（5人の集約されたテレパシーがバラタックに注入）
4. バラタック・カモン（バラタックの起動）

主な武器・技
- バラタックビーム：頭部両極から発射され、前方で合流して一直線になるビーム。止める場合はビームカット。またバラタックのどのタイプチェンジでも使用できる汎用武器でもある。
- バラタックタイフーン：口から発射される強力な噴射気流タイプの技。
- カッターフット：両足首のくるぶしあたりに内蔵されたカッター。刃は上下両方の向きで装備できる。
- フライングカット：カッターフットでキック攻撃をする技。

#### パーツ・チェンジ
アタッチメント選択で両腕を武装ユニットと交換することも可能。パーツは交換時にバラタック・シークレットベースから磁力光線で運ばれて「パーツ・チェンジ」の掛け語で換装する。選択においてはマックの一存ではなく、5人全員のテレパシーによる賛否が一致した物が“最も適切”として使われる。以下、特筆なきものはすべて腕部の換装パーツである。
- ヤリアーム：ドリルに似た槍状の武器。ロケット発射の機能もついている。第24話までの殆どの回でバラタックの起動時に右手に装着されている。
- ツイストアーム：ペンチに似た武器。全話通してバラタックの起動時に左手に付いていることが多い。
- ゴッツラーアーム：突起のついた鉄球状の武器。チェーンが付いており振り回したりできる。第1・4・5・9・20・24話で使用。
- ナイファー：ナイフ状の剣。第5・7・13・17話で使用。
- 磁流波ワイヤー：磁力を流すことも可能な鞭の形状をした武器。第15・18・28話で使用。
- ドリルアーム：ドリル状の武器。ロケット発射機能も持つ。第13・17話で使用。ドリラーアームとも呼称。名称のみならず第13話では場面により形状も一定していない。
- カッターブーメラン：回旋型カッターの形状をした武器。発射機能が付いている。第16話で使用。
- アローミサイル：弓形の武器。第20話で使用。
- バラタックダガー：ダガー状の剣。設定のみで劇中未登場。
- レーザー砲：多重パラボラ形状の武器。レーザーを発射する。設定のみで劇中未登場。
- バケットフィンガー：籠状の4本指の装備。設定のみで劇中未登場。
- バラタックハープン：へそ部分に装着する、銛型の武器。設定のみで劇中未登場。
- クランカーハッグ：胴体両側部に装着する、クワガタの角のような形状の武器。設定のみで劇中未登場。
- ターボパーツ：後期に登場した腕部用換装パーツ。本体は同一のデザインだが先端部のツールの違いで下記の3種のバリエーションが存在。
  - ターボ連続ミサイル：ターボパーツに装着するミサイル連射装備。第16・18話で使用された後、第25話以降の殆どの回で出撃時に右腕に装着されるようになった。
  - クレーンツイスト：ターボパーツに装着するクレーン型装備。第24・30話で使用。
  - ドリルミサイル：ターボパーツに装着するドリル発射装備。設定のみで劇中未登場。

#### タイプ・チェンジ
タイプチェンジとはバラタックの頭部と胴体のコアパーツ以外を全て取り替え、戦況に合わせた形態に変わる機能。地上・地中型、空中型、水中型の3種類のタイプがありアタッチメント選択で選ぶ。交換用パーツはバラタック・シークレットベースから磁力光線で運ばれて「チェンジ・ブラック（ブルー/グリーン）・バラタック」の掛け声で換装する。このとき、バラタックの胴体部分が基本色の赤から各形態に準じたカラーリングに変化する。
ブラック・バラタック
地上・地中型パーツを装着した黒いバラタック。第2・3・4・6・7・9・12（2回）・13・15・18・20・24話に登場。地上の走行や地中に潜るのに適したタイプ。チェンジ・フォーメーションでパーツの配置を組み換え、地中型/地上型の2種類の形態に変更可能。もっとも使用頻度の高いタイプである。
- フレキシブルドリル：ドリル状の武器。ロケット発射機能も持つ。
- 超音波砲：超音波を発射する。
- ドリルミサイル：地中採掘用のドリルだがミサイル武器にもなる。
- カッター

ブルー・バラタック
空中型パーツを装着した青いバラタック。飛行に適した空中戦タイプ。第10・11・15・17・19・21・23・25・27・29・31話に登場。
- 超高圧電磁分銅：分銅の付いたチェーンを巻きつけて超高圧電磁流を流す。
- 機関砲
- 誘導追跡ミサイル：先端部分から発射される、レーダーで誘導可能なミサイル。
- マッハドリル：ロケット発射機能の付いたドリル状の武器。

グリーン・バラタック
水中型パーツを装着した緑色のバラタック。水上や潜水に適した水中戦タイプ。第8・14・22・26話に登場。ただしペンタゴラスがバラタックよりも耐水圧性が低いため、海溝などの深海ではエスパーが届かず操作が困難である。
- 水中ミサイル
- 水中煙幕
- カッター

### トロッター
バラタックシークレット5人が乗り込む戦闘機。2号と3号、4号と5号は外見上は同じ機体である。また、1号機と4・5号機、2(3)号機と4・5号機の3機合体や、2・3号機同士や4・5号機同士の2機合体などのバリエーションも可能ではあったが、4・5号機が第27話でドッキングした例以外は、ペンタゴラス形態の部分合体の範疇とならない接合形態は劇中に登場していない。
トロッター1号
主にマックが乗り込む。第14話のみ負傷したマックに代わってユージが搭乗し、グリーン・バラタックを操作した。武器はビームとバルカン砲が装備されている。
トロッター2号・3号
2号にユージ、3号にディッキーが主に乗り込む。第14話のみ2号機にユージとチーフを交代したマックが搭乗した。ビームとカッターミサイルが装備されている。また左右の翼はカッターとしての機能もある。
トロッター4号・5号
4号にユリ、5号にフランコが乗り込む。ビームとミサイルなどの武器が装備されている。ペンタゴラスに合体する際機体が上下90°横向きに合体する為、コクピットが水平を保つ様逆に90°傾くという機能がある

### ペンタゴラス
トロッター5機が合体した形態。5機が合体することで戦闘能力が強化され、テレ・インジェクト形態への変形が可能になる。増幅したテレパシーを機首から送信することでバラタックの遠隔操縦を行う。バラタック完全稼動に必要なテレパシーは5人分だが、1人欠けてもバラタックを動かすことは可能。ただし、攻撃力が著しく落ちて操縦が困難になる。
潜水機能も有しており、スペック上の耐水圧は水深100メートル。第14話では水深500メートルまで沈下したグリーンバラタックを遠隔操作するために250メートル以上の潜航を行なっているが、その代償としてペンタゴラス本体は重篤な損傷を被った。
ゴルテウス側は最後までテレ・インジェクトのメカニズムに気づくことはなく、第30話で人質交換によりバラタックを奪ったにもかかわらず、操作方法が分からなかったために最終話でそのまま返り討ちにされた。
玩具ではトロッター1号以外の機体は2機で1セットでの販売（劇中の2号・3号セットの玩具名称が「トロッター2号」、劇中の4号・5号セットの玩具名称が「トロッター3号」とややこしい商品名だった。ただし、劇中でのトロッターは号数で呼ばれること自体が殆どない）となっていた。ペンタゴラスのセット販売もあった。

### シャイザック（メカニック）
燐光ピラミッド
シャイザックの移動型基地。全長200m。地中を移動できる。世界中の名画を買い集めるというゴルテウスの願望のため15億円で売りに出されたこともある（結局値段が法外すぎて売れなかったが）。シャイザックが使用する映像通信機は送信機側の人物が受信機のスクリーンから飛び出る機能があり、ゴルテウスがガエルを殴るなどしている。
ミニコミューター
シャイザック兵たちが乗り込む小型戦闘機。ミサイルやビームなどの武器のほかに、口からマジックハンドのような物が飛び出したりする。
ゴルテウス専用機（ネッキー）
ゴブラ博士によって作られたネッシー（首長竜）のような外見の飛行機。第24話から登場。原作漫画にも登場したが、こちらは表情が異なるほか偽バラタックを収納するなどアニメの物よりも相当巨大なサイズである。
爬虫ロボ
ゴブラ博士によって開発される爬虫類タイプの戦闘ロボット。ただし、爬虫類に限らず馬やサメをモチーフにしたものも存在する。

## スタッフ
- 原作 - 池原成利、小林檀
- キャラクターデザイン原案 - 池原しげと
- 企画 - 横山賢二
- チーフディレクター - 西沢信孝
- キャラクターデザイン - 小松原一男
- 美術デザイナー・メカニックデザイン - 辻忠直
- 特殊効果 - 林富喜江、他
- 効果 - 依田安文
- 撮影 - 白井久男、他
- 記録 - 池田紀代子
- 編集 - 吉川泰弘
- 録音 - 二宮健治
- 音楽 - 小森昭宏
- 選曲 - 宮下滋
- プロデューサー - 碓氷夕焼（第13話から）
- 制作担当 - 佐伯雅久
- 制作 - テレビ朝日、東映動画、ジャパド

## 主題歌
オープニングテーマ - 「超人戦隊バラタック」
作詞 - 浦川しのぶ / 作曲・編曲 - 小森昭宏 / 歌 - 水木一郎、コロムビアゆりかご会
エンディングテーマ - 「なかまっていいな」
作詞 - 若林一郎 / 作曲・編曲 - 小森昭宏 / 歌 - 堀江美都子、こおろぎ'73、コロムビアゆりかご会
エンディング映像での歌詞表示が割愛された『ジーグ』や『ガ・キーン』とは異なり、 本作のOP映像・ED映像では、いずれも歌詞テロップが表示されていた。

## 各話リスト
| 話数 | サブタイトル             | 脚本     | 演出     | 作画監督   | 美術     | 登場爬虫ロボ      | 放送日        |
| ---- | ------------------------ | -------- | -------- | ---------- | -------- | ----------------- | ------------- |
| 1    | 五人のエスパー戦士       | 山浦弘靖 | 西沢信孝 | 小松原一男 | 辻忠直   | カバラ            | 1977年 7月3日 |
| 2    | 消えた日米野球!!         | 藤川桂介 | 福島和美 | 窪田正史   | 田中資幸 | スッポ            | 7月10日       |
| 3    | 母と兄はどこだ!!         | 安藤豊弘 | 森下孝三 | 須田正己   | 辻忠直   | ドタンク          | 7月17日       |
| 4    | スキスキ大仏さま         | 山浦弘靖 | 松浦錠平 | 鈴木孝夫   | 田中資幸 | オケラス          | 7月31日       |
| 5    | パンダが欲しい!!         | 藤川桂介 | 森下孝三 | 湖川滋     | 辻忠直   | ノタリ            | 8月7日        |
| 6    | テープレコーダーの謎     | 藤川桂介 | 明比正行 | 篠田章     | 泰秀信   | ユラリ            | 8月14日       |
| 7    | ドバッ!! 花火が見たい    | 星山博之 | 山吉康夫 | 谷口守泰   | 辻忠直   | スパスパ          | 8月21日       |
| 8    | クジラの親子             | 山浦弘靖 | 福島和美 | 白土武     | 泰秀信   | ネプラ            | 8月28日       |
| 9    | 日本中のお金を奪え!!     | 藤川桂介 | 松浦錠平 | 小松原一男 | 辻忠直   | ネソベッタ        | 9月4日        |
| 10   | スーパーカーがいっぱい!! | 山浦弘靖 | 福島和美 | 窪田正史   | 泰秀信   | モゲラ            | 9月11日       |
| 11   | 狙われた大阪城           | 安藤豊弘 | 明比正行 | 落合正宗   | 辻忠直   | トブーン          | 9月18日       |
| 12   | 花嫁さんをつかまえろ     | 安藤豊弘 | 森下孝三 | 須田正己   | 泰秀信   | ケロン            | 9月25日       |
| 13   | 危うし! D・51            | 星山博之 | 福島和美 | 鈴木孝夫   | 辻忠直   | クネクネ          | 10月2日       |
| 14   | 海賊キッドの宝物         | 山浦弘靖 | 明比正行 | 篠田章     | 泰秀信   | スパンク          | 10月9日       |
| 15   | 飛行船がこわーい         | 安藤豊弘 | 森下孝三 | 白土武     | 辻忠直   | トリプル          | 10月16日      |
| 16   | チリ紙交換でーす!!       | 藤川桂介 | 山吉康夫 | 谷口守泰   | 泰秀信   | ホネダコ          | 10月23日      |
| 17   | あらら 不思議な爬虫ロボ  | 星山博之 | 福島和美 | 菊池城二   | 辻忠直   | オコッタン        | 10月30日      |
| 18   | 秋はため息がいっぱい     | 藤川桂介 | 松浦錠平 | 小松原一男 | 泰秀信   | ガラガラ          | 11月6日       |
| 19   | ニンジン たべたい!!      | 山浦弘靖 | 福島和美 | 窪田正史   | 辻忠直   | ダービン          | 11月13日      |
| 20   | 奪われたバラタック!?     | 安藤豊弘 | 森下孝三 | 須田正己   | 泰秀信   | ゲララ            | 11月20日      |
| 21   | 氷だ 雪だ 大騒ぎ!!       | 星山博之 | 明比正行 | 篠田章     | 辻忠直   | ズンベリ          | 11月27日      |
| 22   | 俺っち秘密探偵三度笠     | 藤川桂介 | 西沢信孝 | 村中博美   | 泰秀信   | サメザメ          | 12月4日       |
| 23   | ひみつ基地からの脱出     | 安藤豊弘 | 森下孝三 | 湖川滋     | 辻忠直   | ジロット          | 12月11日      |
| 24   | 司令官のクリスマス       | 藤川桂介 | 松浦錠平 | 小松原一男 | 泰秀信   | ヨタヨタ          | 12月25日      |
| 25   | 悲しいめぐりあい         | 安藤豊弘 | 森下孝三 | 須田正己   | 辻忠直   | スカイシャー      | 1978年 1月8日 |
| 26   | 虹の勇者ジュリアス       | 藤川桂介 | 福島和美 | 窪田正史   | 泰秀信   | ギラギラ          | 1月22日       |
| 27   | 天文台イヤイヤ作戦       | 安藤豊弘 | 福島和美 | 小松原一男 | 辻忠直   | グルッパー        | 1月29日       |
| 28   | シーツでごめん!!         | 星山博之 | 明比正行 | 篠田章     | 泰秀信   | ドッコイショ      | 2月12日       |
| 29   | ぬき足さし足しのび足     | 藤川桂介 | 森下孝三 | 須田正己   | 辻忠直   | イヤハヤ          | 2月19日       |
| 30   | 人質は奪い返したが?!     | 安藤豊弘 | 西沢信孝 | 湖川滋     | 泰秀信   | チキチキ          | 2月26日       |
| 31   | もう終りでーす           | 藤川桂介 | 福島和美 | 窪田正史   | 辻忠直   | ゴロゴロ ピカピカ | 3月5日        |

### 本放送中に行われた再放送の内容
- 最終回前
  - 1977年12月18日：第5話「パンダが欲しい!!」を再放送。
  - 1978年1月15日：第8話「クジラの親子」を再放送。
  - 1978年2月15日：第11話「狙われた大阪城」を再放送。
- 最終回後
  - 1978年3月12日：第14話「海賊キッドの宝物」を再放送。
  - 1978年3月19日：第17話「あらら 不思議な爬虫ロボ」を再放送。
  - 1978年3月26日：第22話「俺っち秘密探偵三度笠」を再放送。

## 放送局
- テレビ朝日 (制作局)：日曜 18:00 - 18:25
- 北日本放送：月曜 - 金曜 17:30 - 18:00、本放送終了後の1980年に放送。[2]
- 名古屋テレビ：日曜 18:00 - 18:25
- 朝日放送：日曜 18:00 - 18:25
- 山陰中央テレビ：月曜 17:55 - 18:25[3]
- テレビ岡山：木曜 18:00 - 18:30[4]
- 九州朝日放送：日曜 18:00 - 18:25[5]

## その他
- 第14話以降は本作と同じ小森昭宏の音楽担当作品とはいえ、制作会社が異なる『アストロガンガー』や『勇者ライディーン』の音楽が多用されるようになった。
- 原作者の池原自身により、「池原しげと」名義でコミカライズされており、秋田書店『冒険王』にて連載された。キャラクターはアニメ版と同じだが、独自のストーリー展開によるシリアスな内容である。単行本は『超人戦隊バラタック』→『エスパー戦隊バラタック』→『機動戦隊バラタック』とタイトルを変え、幾度か出版されている。
- 放送時間枠については、30分バージョンと26分バージョンの両方が作られた。詳細は「マグネロボシリーズ#放送規格」を参照。
- 2008年12月22日から2009年4月6日まで、東映チャンネルの「わくわく!!アニメタイム」枠にてニューマスター版の再放送が行われた。
- 2009年から行われている企画『東映ロボットガールズ』には、バラタックが擬人化された少女（通称「バラたん」）として登場している。
- 文具が発売されなかった『鋼鉄神ジーグ』を除く『マグネロボシリーズ』計4作の中で、本作のみ文具の製造・販売元がセイカノートだった。なお、他の3作はショウワノートである。
- 後年玩具がCM'sコーポレーションから「BRAVE合金」、エヴォリューショントイから「ダイナマイトアクション!」とし、当時品と同じ11mm球体関節規格で発売されている。前者は磁力関節の保磁力が弱く、上半身はおろか脚部の自重すら支える事が出来なかった。エヴォトイ製品では素材と磁力強度が改善されており、この問題には至らない。なお、当初双方から8mm関節版もアナウンスされていたが、CM'sは倒産で企画は立ち消え、エヴォトイ版も同企画の第2弾として予定されていたがロボットジュニアに取って代わられた。

## 映像ソフト化
2010年3月21日から同年5月21日にかけて、初映像ソフト化となるDVDが発売された。全3巻。最終巻には特典映像として、本作のパイロットフィルムが収録されている。

## WEB配信
東映アニメーション創立60周年公式YouTubeチャンネルにて本作の第1話が配信されている。オープニングとエンディングは共にローカル版になっている。